# 王令浚
王令浚（1965年5月—），男，江西南昌人，中华人民共和国政治人物，海关副总监关衔。现任海关总署副署长、党委委员。

## 生平
江西大学（今南昌大学）法律系法律专业毕业，中国政法大学研究生院民法专业法学硕士、对外经济贸易大学法学院国际法学专业法学博士学历。
1985年6月加入中国共产党。历任广东省深圳市人民检察院办公室副主任，国家工商局副处长、处长，国家工商总局外商投资企业注册局副局长、局长等职。
2007年12月，任青海省人民政府副省长。2013年2月，任中共青海省委常委、政法委书记。2013年6月，任中共青海省委常委、組織部部長。2015年4月30日，任监察部副部长。
2017年5月，任海关总署副署长。2025年6月5日，当选中国海关学会第八届理事会会长。